# Фортеця (фільм, 1992)
«Фортеця» (англ. Fortress) — науково-фантастичний антиутопічний бойовик 1992 року режисера Стюарта Гордона.
Дія фільму відбувається у 2017 році; Сполучені Штати є військовою диктатурою. Головного героя Джона Генрі Бренніка (Крістофер Ламберт) і його дружину Карен Б. Бреннік (Лорін Локлін) відправляють у в'язницю суворого режиму, оскільки вона вагітна другою дитиною, що суперечить суворій політиці однієї дитини.

## Сюжет
У майбутньому в США задля боротьби з перенаселенням кожній родині дозволено мати лише одну дитину. В 2017 році колишній офіцер армії Джон Генрі Бреннік і його дружина Карен намагаються перетнути канадсько-американський кордон до Ванкувера, щоб народити другу дитину. Їхня перша дитина померла і подружжя не має права на другу. Карен приховує свою вагітність під бронежилетом, щоб уникнути сканерів на кордоні. Проте прикордонник помічає жилет і піднімає тривогу.
Бренніка схоплюють і засуджують до 31 року ув'язнення в Фортеці, приватній в'язниці суворого режиму, якою керує корпорація Men-Tel. Фортеця розташована під землею, в'язні безкоштовно працюють на будівництві нових рівнів в'язниці. Всі підтримувати дисципліну, усім ув’язненим вставляють імплантати, які за командою директора Пує спричиняють сильний біль або вибухають, вбиваючи носія. За в'язницею через камери спостереження наглядає комп'ютер Zed-10. В камерах немає стін, але пересування обмежують лазерні промені.
Джона поселяють до камери, де вже перебувають Ді-Дей, грабіжник-підривник; молодий злочинець Ніно Гомес; і Стіггс, який намагається зґвалтувати Джона. Захищаючись від домагань, Джон починає бійку. Його відводять до Пує, який показує, що Карен теж була схоплена і утримується на верхньому рівні. Коли вона народить, дитина стане власністю Men-Tel і буде конфіскована.
У Стіггса є друг Меддокс, який неодноразово залякує Джона, щоб той покинув думки про зустріч із дружиною. Вони б'ються, але Джон завойовує цим повагу серед в'язнів. Пує віддає наказ застрелити Меддокса, а решту в'язнів піддати болю. Джон помічає, що імплантат Меддокса випав з його тіла, і потай забирає його та передає Ді-Дею. Потім Пує кілька днів катує Джона, транслюючи йому в мозок сни, де Карен зазнає різних страждань. Джон унаслідок цього впадає в кататонію. Пує, переглядаючи ті сни, закохується в Карен і обіцяє їй звільнити Джона, якщо Карен стане його коханкою.
Карен погоджується та починає жити з Пує, в якого є слуга Абрахам. Директор повертає Джона до камери, де інші в'язні піклуються про нього. Одного разу Карен виявляє, що Пує кіборг, і конфісковані діти теж переробляються на кіборгів. Чотири місяці потому Карен користується сп'янінням Пує, щоб отримати доступ до комп'ютера. Вона знаходить спосіб зв'язатися з Джоном через охоронну турель і це отямлює Джона.
Абрахам, якому обіцяно дострокове звільнення, відмовляє Джона та Карен від будь-яких спроб порушити накази директора. Та Карен переконує його, що обіцянка брехлива. Вона викрадає лінзу з голографічною картою Фортеці, яку Абрахам передає Джону, щоб той зміг спланувати втечу з в'язниці. Тим часом Ді-Дей розбирає імплантат і використовує вбудований в нього магніт, щоб витягти імплантати зі співкамерників.
Під час наступної робочої зміни група Джона закладає імплантати до трубопроводу, що веде на поверхню. В'язні розігрують бійку, змушуючи Zed-10 підірвати їхні вийняті імплантати. Вони тікають через утворену пробоїну в трубопроводі, але Zed-10 випускає туди гарячу пару та кіборгів, озброєних вогнеметами та кулеметами. Гомес сліпне через пару. Стіггс здається і його застрелюють, але решта групи вбиває одного кіборга, викрадає його зброю та користується нею для знищення решти кіборгів.
Zed-10 показує Пує, що це наслідок його недбалості, та усуває від керування в'язницею. Пує розуміє, що Абрахам зрадив його, та задушує. Карен забирають на операцію, де її дитину витягнуть за допомогою фатального кесаревого розтину, щоб зробити з неї кіборга.
Джон і його група піднімаються в апартаменти Пує, де захоплюють його в заручники. Але Zed-10 не сприймає наказів Пує та застрелює його. Ді-Дей проникає в кімнату керування, де заражає Zed-10 вірусом, конфіскованим у нього перед ув'язненням. Останньої миті перед активацією вірусу в кімнату вривається кіборг і розстрілює Ді-Дея. Товариші убивають кіборга і Ді-Дей встигає натиснути кнопку активації. Турелі та кіборги виходять з ладу, лазерні огорожі вимикаються і в'язні масово тікають із Фортеці.
Джон і Гомес рятують Карен, викрадають вантажівку і тікають до Мексики. Перетнувши кордон, втікачі зупиняються в покинутому сараї. Та Zed-10 захоплює керування над вантажівкою й розчавлює Гомеса. Джон розстріляє вантажівку, а Карен народжує дитину.

## Акторський склад
| Актор                    | Роль                          |
| ------------------------ | ----------------------------- |
| Крістофер Ламберт        | Джон Генрі Бреннік            |
| Лорін Локлін             | Карен Б. Бреннік              |
| Кертвуд Сміт             | По директор в'язниці          |
| Кліфтон Коллінз-молодший | Ніно Гомес співкамерник Джона |
| Лінкольн Кілпетрик       | Абрахам тюремний наглядач     |
| Джеффрі Комбс            | Ді-Дей співкамерник Джона     |
| Вернон Веллс             | Меддокс в'язень               |
| Том Тоулс                | Стіґґс в'язень                |

## Виробництво
Фільм був знятий в Village Roadshow Studios та Warner Bros. Movie World. Режисер Стюарт Гордон говорив про бажання звернути увагу на тюремну систему, зокрема на зміни, які вона зазнала під час президентства Рональда Рейгана та Джорджа Буша-старшого, коли в'язниці стали менше зосереджуватися на реабілітації, а більше — на покаранні. Візуальне натхнення для створення зовнішнього вигляду в'язниці Гордон черпав у Державній в'язниці Пелікан-Бей, яку він описав як таку, що має «пекельну» атмосферу, бажаючи залишити фільм у межах можливого, незважаючи на його фантастичність. Хоча сценарій був написаний з думкою про когось більш фізично імпозантного, як Арнольд Шварценеггер, Гордон вважав, що головний герой повинен бути більше схожим на звичайну людину, що призвело до того, що на роль був обраний Крістофер Ламберт. Ламберт часто наполягав на виконанні власних трюків, що стало причиною легких розбіжностей між Гордоном і Ламбертом.

## Випуск
Прем'єра фільму відбулася 9 жовтня 1992 року на Fantasy Film Week в Угорщині.
«Фортеця» була випущена на VHS та Laserdisc у 1994 році компанією Live Home Video та перевидана разом із DVD у 1999 році компанією Artisan Entertainment. Фільм був вперше випущений на Blu-ray 27 січня 2013 року компанією Echo Bridge Home Entertainment.
Фортеця зібрала 2 855 154 австралійських доларів у прокаті в Австралії. У міжнародному прокаті він зібрав 40 мільйонів доларів США, ставши прибутковим фільмом, оскільки його зняли з бюджетом у 12 000 000 доларів.